# Region Kara
Kara – jeden z pięciu regionów Togo. Jego stolicą jest trzecie pod względem ludności miasto państwa - Kara. Poza tym, na terenie regionu znajdują się jeszcze pięć miast liczących powyżej 9 000 mieszkańców: Bassar, Niamtougou, Bafilo, Kandé oraz Guérin-Kouka. Region graniczy od wschodu z Beninem, od zachodu z Ghaną, od północy z regionem Savanes, a od południa z regionem Centre.
Region Kara dzieli się na siedem prefektur: Assoli, Bassar, Bimah, Dankpen, Doufelgou, Kéran, Kozah.